# Trechispora brasiliensis
Trechispora brasiliensis är en svampart som först beskrevs av Corner, och fick sitt nu gällande namn av K.H. Larss. 1992. Trechispora brasiliensis ingår i släktet Trechispora och familjen Hydnodontaceae.   Inga underarter finns listade i Catalogue of Life.